# Harry Frankfurt

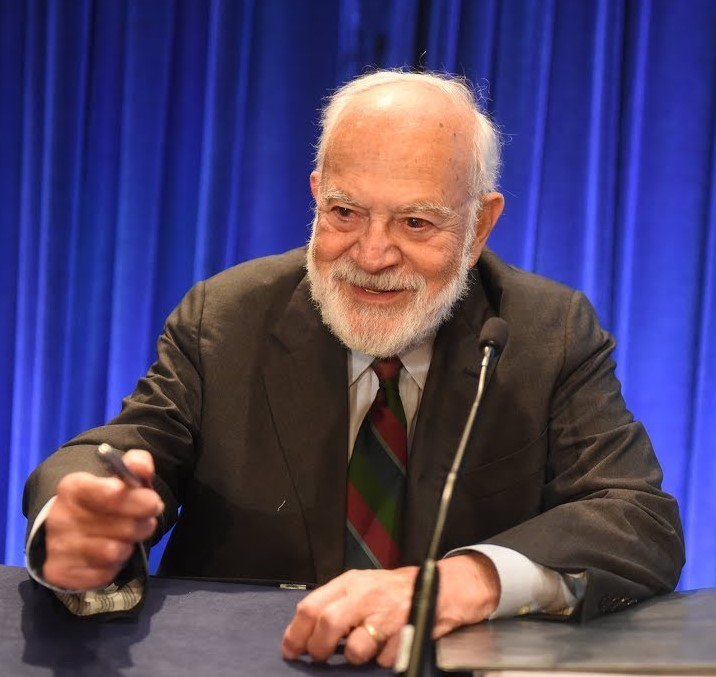
Harry Frankfurt in 2017

Harry Gordon Frankfurt (Langhorne (Pennsylvania), 29 mei 1929 – Santa Monica (Californië), 16 juli 2023) was een Amerikaans filosoof en emeritus hoogleraar aan Princeton University. Hij geldt als een specialist op het gebied van ethiek, filosofie van de geest, handelingstheorie en het zeventiende-eeuws rationalisme. Door zijn goed verkochte essay On Bullshit (1985/2005), een filosofische verhandeling over het begrip kletspraat, verwierf hij (inter)nationale bekendheid. Als pendant schreef hij een jaar later het essay On Truth, waarin hij de afnemende waardering voor waarheid onderzoekt.
Frankfurt behaalde zijn doctoraat in 1954 aan Johns Hopkins University. Hij was daarna verbonden aan Rockefeller University en Yale University alvorens een leerstoel aan Princeton te aanvaarden. Met zijn werk over Descartes en zijn essays over de vrije wil ontwikkelde hij zich tot een van de meest vooraanstaande Amerikaanse filosofen van de twintigste eeuw.

## De vrije wil
In 1971 publiceerde Harry Frankfurt het artikel Freedom of the Will and the Concept of a Person (De mens en de vrije wil)  in The Journal of Philosophy.

Allereerst stelt hij zichzelf de vraag, wat het betekent om mens te zijn. Het belangrijkste onderscheid tussen mens en dier, betoogt hij, is de gerichtheid van hun wil. Dieren willen maar één ding en dat is afhankelijk van hun soort. Wanneer  een wolf een gazelle verorbert, is het stillen van zijn honger zijn enige doel. Dit soort verlangens noemt Frankfurt eerste orde verlangens.

Mensen hebben deze verlangens ook, maar bezitten de mogelijkheid om hierover na te denken en daarna te besluiten of ze al of niet aan deze wensen gevolg zullen geven. Dit diepere niveau bestempelt hij als tweede orde verlangens. Wanneer iemand besluit om extra op zijn gezondheid te letten, ligt het niet voor de hand toe te geven aan het verlangen naar friet. Wanneer hij dat doet, handelt hij niet in overeenstemming met zijn eerste voornemen. Volgens Frankfurt behoren de hogere orde verlangens voorrang te krijgen, anders doet de persoon iets wat hij (eigenlijk) niet wil.
Het lijkt wel, zegt Frankfurt, alsof veel mensen zich niet bekommeren om hun eigen wil en keuzes, terwijl de filosoof ervan overtuigd is, dat het hen wel degelijk boeit wie ze zijn en hoe ze zich tot anderen verhouden. Daar bewust mee bezig te zijn, is een uiting van de vrije wil.  Het creëren van een ‘’zelf’’ houdt in verlangens te ordenen , deze zo nodig te verwerpen en daardoor innerlijke conflicten op te lossen. Mensen die gemakkelijk toegeven aan al hun verlangens, noemt Frankfurt wantons (vert. ongedisciplineerd, mateloos).

## Bullshit
Een van belangrijkste kenmerken van onze cultuur is dat er zoveel flauwekul wordt gedebiteerd. Iedereen weet het, maar accepteert het tegelijkertijd. De meeste mensen vertrouwen erop dat ze het verschil tussen onzin en werkelijkheid kennen. Frankfurt probeert in On bullshit een theoretische basis te leggen onder dit begrip.

In 2005 stond het boek een half jaar lang stond op de bestsellerlijst van The New York Times en het  verscheen in 25 talen. In 2006 kwam de Nederlandse vertaling uit onder de titel BULLSH!T (Waarom er zoveel wordt geluld). Het boekje, dat slechts 30 pagina’s telde, was een regelrechte hit, zo constateerde Frankfurt op bezoek in Nederland.

Frankfurt schrijft dat zowel de politiek als de reclame zich veelvuldig van kletspraat bedienen. 
Spindoctors en reclamemakers zijn vooral uit op het verkopen van hun boodschap en niet zozeer op het melden van de ware feiten.Hij maakt een onderscheid tussen onzin en regelrecht liegen. Degene die onzin praat doet alleen valse beweringen over de waarheid. Hij spreekt zelfs soms ten dele de waarheid, maar maakt zich daar niet druk over.
Daarnaast is kletspraat is ook een smeermiddel in de maatschappij, waarbij (geveinsde) interesse de mogelijkheid biedt om contact te leggen met de medemens. Gezien de grote hoeveelheid bullshit die dagelijks wordt verkocht, had Frankfurt  meer publieke verontwaardiging verwacht. Daarentegen veroorzaken ontmaskerde leugenaars de meeste ophef, omdat zij de werkelijkheid bewust verbergen.

## Economische ongelijkheid
Er is wereldwijd een fel debat gaande over de oorzaken en gevolgen van economische ongelijkheid. In zijn boek Enough is not enough (2015) maakt Frankfurt bezwaar tegen het streven naar economisch egalitarisme

Het is een betoog tegen het streven naar economische gelijkheid als doel in zichzelf .
Liever ziet hij het bestrijden van armoede als doelstelling, omdat grote groepen mensen te weinig geld bezitten om van te leven. Wanneer je gelijkheid nastreeft heeft iedereen evenveel (of even weinig). Hoewel een dollar voor een arm persoon van meer waarde is dan voor een miljonair, bestrijdt Frankfurt het idee dat volledige inkomensgelijkheid tot optimaal sociaal welzijn leidt. Volgens hem leidt het najagen van gelijkheid tot een vorm van vervreemding , waarbij individuen zich drukker maken over wat anderen bezitten dan of ze zelf genoeg hebben. Hij noemt dit maatschappelijke verwording.

## Liefde en betrokkenheid
Wat is liefde? In ieder geval moet het niet verward worden met uitzinnigheid, lust, obsessies, bezitterigheid of emotionele afhankelijkheid. Een romantische en seksuele relatie valt hier ook buiten, zo schrijft Harry Frankfurt in The reasons of love, uit 2004. 

Frankfurt hanteert vier kenmerken voor ware liefde. Ten eerste maakt liefde blind, in die zin dat de vraag, waar het voor dient, niet van belang is. Liefde is een persoonlijke zaak. Als je om iemand geeft wil je niets liever dan hem of haar troosten, wanneer deze lijdt. Dit gevoel geldt alleen voor deze medemens en niemand anders. De persoon die de liefde geeft, identificeert  zich met degene van wie hij houdt.
Als laatste kenmerk betoogt hij dat de liefde niet gestuurd wordt door de vrije wil. Liefde laat zich niet dwingen. Als je geluk hebt schuilt er geen conflict tussen de motieven, waarom je van iemand houdt. Want anders ontstaan er gevoelens van onzekerheid, terughoudendheid en twijfel over de relatie.
Liefde koesteren (houden van) is als gevoel ook belangrijk. Frankfurt geeft als voorbeeld zijn relatie met zijn kinderen. Zijn kinderen zijn voor hem een belangrijke factor in zijn leven. Maar het gevoel van liefde geven en ontvangen is net zo waardevol. Liefde geeft een doel in het leven, want het creëert verbinding met anderen.
Liefde is ook niet zonder risico’s, want het kan leiden tot onzekere verplichtingen, waaraan we ons niet zo maar kunnen onttrekken en die zelfs onze eigen belangen kunnen schaden.
Met betrekking tot eigenliefde zegt Frankfurt dat  het "aandoenlijk is om te zien hoeveel moeite mensen doen om hun zwakke plekken te verdoezelen." Eigenliefde is niet verkeerd en betekent niet meer dan dat je jezelf waardeert. Het moet dus niet verward worden met egoïsme.

Frankfurt maakt in The reasons of love een onderscheid tussen liefde en zorgzaamheid (love and care). Zorgzaamheid houdt in daadwerkelijk actief bezig te zijn met een personen/zaken, die werkelijk van belang zijn. Ook hier brengt Frankfurt een rangorde aan, omdat mensen nu eenmaal vaak tegenstrijdige wensen hebben. Hij adviseert een afweging te maken welk verlangen overheersend is. De mate van betrokkenheid betekent het verschil.
De basisbehoeften van de meeste mensen zijn niet wezenlijk verschillend en vormen niet het uitgangspunt voor een bepaalde manier van leven. Wat we werkelijk nodig hebben, zegt Frankfurt, is het vertrouwen in eigen overtuigingen. Innerlijke harmonie leidt tot fundamentele vrijheid, want je handelt volledig uit vrije wil.
Frankfurt overleed op 94-jarige leeftijd in Santa Monica, Californië.

## Werken
- On Truth. Random House (2006). ISBN 0-307-26422-X.
- Taking Ourselves Seriously & Getting It Right. Stanford University Press (2006). ISBN 0-8047-5298-2.
- On Bullshit. Princeton University Press (2005). ISBN 0-691-12294-6.
- The Reasons of Love. Princeton University Press (2004).
- Necessity, Volition, and Love. Cambridge University Press (1999).
- The Importance of What We Care about: Philosophical Essays. Cambridge University Press (1988).
- Demons, Dreamers, and Madmen (The Philosophy of Descartes). Bobbs-Merrill (1970).

- Bibsys: 90361382
- Biblioteca Nacional de España: XX1715844
- Bibliothèque nationale de France: cb12324680g (data)
- Catàleg d'autoritats de noms i títols de Catalunya: 981058521621006706
- CiNii: DA0181764X
- Gemeinsame Normdatei: 122956400
- International Standard Name Identifier: 0000 0001 0874 8636
- Library of Congress Control Number: n87938773
- MusicBrainz: 20e80879-fb01-4a53-a13f-9f49f7be21cc
- Bibliotheek van het Japanse parlement: 01033962
- Nationale Bibliotheek van Tsjechië: mzk2005318002
- Nationale Bibliotheek van Israël: 987007261490405171
- Nationale en Universitaire bibliotheek Zagreb: 000426226
- Nederlandse Thesaurus van Auteursnamen: 068398476
- Réseau des bibliothèques de Suisse occidentale: 02-A003259912
- SNAC: w68m9psh
- Système universitaire de documentation: 032162340
- Virtual International Authority File: 17292880
- WorldCat: E39PBJht3hRfGb3JbVqpH7w3cP